# Acaena magellanica
Acaena magellanica é uma espécie de rosácea do gênero Acaena, pertencente à família Rosaceae.